# Die Witwe von Saint-Pierre
Die Witwe von Saint-Pierre (Originaltitel: La veuve de Saint-Pierre) ist ein französisch-kanadisches Filmdrama von Patrice Leconte aus dem Jahr 2000.

## Handlung
Im Jahr 1850 wartet der wegen Mordes zum Tod durch die Guillotine verurteilte Néel Auguste in Saint-Pierre auf seine Hinrichtung. Auf der kleinen französischen Insel vor Neufundland findet sich jedoch weder eine Guillotine noch ein Scharfrichter. Der Gefangene muss deshalb in einer Gefängniszelle auf seine Hinrichtung warten. Madame La, die Frau des militärischen Befehlshabers, nimmt sich des Gefangenen an. Zunächst pflegt Auguste ihre Pflanzen und baut ein Gewächshaus im Innenhof des Gefängnisses. Schließlich erhält er sogar Freigang. Fortan macht sich Auguste als Begleiter von Madame La durch allerlei Hilfsarbeiten auf der Insel beliebt. Das Bild des kaltherzigen, verurteilten Mörders will einfach nicht zu dem Mann passen, der Blumen pflegt und Lesen lernt.
Der Gouverneur und die Honoratioren der Insel versuchen jedoch immer wieder, den Hauptmann und militärischen Befehlshaber der Insel, davon zu überzeugen, den Verurteilten einzusperren und genauer dem Gesetz zu folgen. Doch dieser widersetzt sich den Forderungen; er kann seiner Frau keinen Wunsch abschlagen. Nach mehreren Monaten trifft schließlich per Schiff eine ausgemusterte Guillotine von der Insel Martinique ein. Ein neuer Bewohner erklärt sich aufgrund finanzieller Anreize bereit, das Amt des Scharfrichters zu übernehmen. Da Auguste eine Inselbewohnerin geschwängert hat und Geld benötigt, verdingt er sich als Ruderer, um zusammen mit anderen das eingetroffene Schiff in den Inselhafen zu schleppen. Eine von Madame La angebotene Fluchtmöglichkeit nach Neufundland lehnt Auguste ab.
Der Hauptmann verweigert dem Gouverneur den militärischen Schutz der nun möglichen Hinrichtung. Nach dem Eintreffen eines französischen Kriegsschiffes wird er von dessen Kommandant seines Amtes enthoben und des Aufruhrs beschuldigt. Der Hauptmann und seine Frau verlassen mit dem Kriegsschiff die Insel. Auguste wird durch den Scharfrichter enthauptet, der bald danach unter mysteriösen Umständen von der Insel verschwindet. Der Hauptmann wird von einem Militärgericht zum Tod durch Erschießen verurteilt und hingerichtet. Madame La bleibt als Witwe zurück.

## Produktion und Veröffentlichung
Drehort des Films war die Insel Saint-Pierre-et-Miquelon, eine Insel südlich von Neufundland und die Festung Louisburgh in Nova Scotia. 
Der Film ist in deutschen Kinos nicht gelaufen.
2005 publizierte Universal TV ein deutsch synchronisiertes Video.

## Kritiken
Der Filmkritiker Dieter Wunderlich schreibt, in dem Kostümfilm werde die Absurdität eines Rechtssystems angeprangert, in dem ein Todesurteil vollstreckt werden soll, obwohl der Täter inzwischen zu einem wertvollen Mitglied der Gesellschaft geworden ist, und lobt ausdrücklich die Leistung der beiden Hauptdarsteller, Juliette Binoche und Emir Kusturica.

## Einzelheiten
Die Guillotine wird im französischen Volksmund auch Witwe (veuve) genannt.